# Adoretus flavomaculatus
Adoretus flavomaculatus är en skalbaggsart som beskrevs av Kobayashi 1991. Adoretus flavomaculatus ingår i släktet Adoretus och familjen Rutelidae. Inga underarter finns listade i Catalogue of Life.